# Associatie voor de Theosofische Werelduniversiteit
De Associatie voor de Theosofische Werelduniversiteit streefde vanaf naar de bevordering van kunsten en wetenschappen in Nederland. De doelstellingen waren overgenomen van de Theosofische Werelduniversiteit, die in 1925 was gesticht door dr. Annie Besant. De Theosofische Werelduniversiteit streefde naar de bevordering van kunsten en wetenschappen, wetenschappelijk onderzoek, onderwijs en opvoeding. Toetreding stond los van belijdenis en was volledig gericht op de wetenschap. Daarbij werd uitgegaan van onderlinge broederschap. De Associatie was dan ook aangesloten bij de Broederschapsfederatie.
Op een congres in Budapest dat al voor de Eerste Wereldoorlog werd gehouden werd reeds besloten om een internationale wetenschappelijke instelling in het leven te roepen, die gebaseerd moest zijn op de theosofische principes. In 1925 werd op het Stercongres te Ommen besloten tot de oprichting van een Theosofische Werelduniversiteit in Nederland. Op 21 februari 1926 vond de officiële oprichting plaats. In 1927 werd Johannes Jacobus Poortman weliswaar bestuurslid van de Nederlandse Associatie. Al werden er voorbereidende leergangen gestart, de Theosofische Werelduniversiteit zou er nooit komen.

## Drafna
De Nederlandse afdeling was ondergebracht in de Stichting "Het Theosofisch Lyceum in Naerdinclant” op het landgoed Drafna in Naarden. De school stond tussen de Meentweg en de Valkenveenselaan. Het bestuur werd gevormd door de dames Van Eeghen- Boissevain, de mecenas van de theosoflsche beweging, en haar schoonzus Bonger-van Eeghen. Het bestuur stond verder uit prof. dr. Dirk van
Hinloopen Labberton, een historicus en gepensioneerd Oost-Indisch ambtenaar en oud-luitenant-kolonel V.H.C. Holle. Holle werd directeur van de HBS, Van Hinloopen Labberton, die het landhuis "Heerlijkheid" aan de Meentweg bewoonde, werd rector van het hele instituut. Ook in Nederlands-Indië was Van Hinloopen Labberton voorzitter van de Nederlands-Indische Afdeling van de Theosofische Vereniging geweest. Omdat er nog geen schoolgebouw was, werd het landhuis "Heerlijkheid" op 10 juli 1928 in gebruik genomen als lyceum. Van Hinloopen Labberton zou er als rector en docent in verschillende vakken tot 1937 aan verbonden blijven. Het lyceum dat een internationaal uitgangspunt had, moest leerlingen klaarmaken voor universitair onderwijs. 
De school kwam echter steeds meer in financiële problemen. In 1941 werd de school op last van de bezetter gesloten en werd de stichting opgeheven. De lagere school ging daarna nog wel door op particulier neutrale grondslag. Toen het landgoed werd verkocht kreeg 'Klein Drafna' onderdak in Oud Bussem, waar het tot eind jaren vijftig van de twintigste eeuw zou bestaan.